# Formula Renault 3.5 Series 2009
Navigation
2008 2010
Le championnat de Formula Renault 3.5 Series 2009 se déroule au sein des World Series by Renault du 18 avril au 25 octobre 2009.

## Pilotes et écuries
R = Rookie
| Écurie                    | #  | Pilote               | Statut |
| ------------------------- | -- | -------------------- | ------ |
| Tech 1 Racing             | 1  | Brendon Hartley      | R      |
| Tech 1 Racing             | 1  | Edoardo Mortara      | R      |
| Tech 1 Racing             | 1  | Daniel Ricciardo     | R      |
| Tech 1 Racing             | 2  | Charles Pic          |        |
| Ultimate-Signature        | 3  | Greg Mansell         | R      |
| Ultimate-Signature        | 4  | Miguel Molina        |        |
| P1 Motorsport             | 5  | James Walker         |        |
| P1 Motorsport             | 6  | Daniil Move          |        |
| Prema Powerteam           | 7  | Omar Leal            |        |
| Prema Powerteam           | 8  | Frankie Provenzano   | R      |
| Prema Powerteam           | 8  | Stefano Coletti      | R      |
| Prema Powerteam           | 8  | Filip Salaquarda     | R      |
| Carlin Motorsport         | 9  | Oliver Turvey        | R      |
| Carlin Motorsport         | 10 | Jaime Alguersuari    | R      |
| International DracoRacing | 11 | Bertrand Baguette    |        |
| International DracoRacing | 12 | Marco Barba          |        |
| Interwetten.com           | 15 | Mihai Marinescu      | R      |
| Interwetten.com           | 15 | Tobias Hegewald      | R      |
| Interwetten.com           | 15 | Michael Herck        |        |
| Interwetten.com           | 16 | Adrian Zaugg         |        |
| Comtec Racing             | 17 | Anton Nebylitskiy    | R      |
| Comtec Racing             | 17 | John Martin          | R      |
| Comtec Racing             | 17 | Cristiano Morgado    | R      |
| Comtec Racing             | 17 | Alberto Valerio      |        |
| Comtec Racing             | 18 | Harald Schlegelmilch | R      |
| Comtec Racing             | 18 | Alexandre Marsoin    |        |
| Comtec Racing             | 18 | Max Chilton          | R      |
| Comtec Racing             | 18 | Jon Lancaster        | R      |
| Fortec Motorsport         | 19 | Fairuz Fauzy         |        |
| Fortec Motorsport         | 20 | Sten Pentus          | R      |
| Epsilon Euskadi           | 21 | Adrián Vallés        |        |
| Epsilon Euskadi           | 21 | Dani Clos            | R      |
| Epsilon Euskadi           | 22 | Chris Van der Drift  | R      |
| Pons Racing               | 23 | Marcos Martínez      |        |
| Pons Racing               | 24 | Federico Leo         | R      |
| SG Formula                | 25 | Anton Nebylitskiy    | R      |
| SG Formula                | 26 | Jules Bianchi        | R      |
| SG Formula                | 26 | Edoardo Mortara      | R      |
| SG Formula                | 26 | Guillaume Moreau     |        |
| RC Motorsport             | 27 | Filip Salaquarda     | R      |
| RC Motorsport             | 27 | Mihai Marinescu      | R      |
| RC Motorsport             | 28 | Pasquale di Sabatino |        |

## Règlement sportif
- Chaque week-end de compétition comporte deux courses (sauf celui de Monaco) de 44 minutes + un tour. La grille de départ de la 1re course est établie par une séance de qualification tandis que celle de la deuxième course est établie suivant l'ordre d'arrivée de la première course, avec inversion des positions pour les 10 premiers (le 10e de la première course s'élance donc de la pole position dans la deuxième course)
- L'attribution des points s'effectue selon le barème 15,12,10,8,6,5,4,3,2,1 dans la première course du week-end
- L'attribution des points s'effectue selon le barème 12,10,8,6,5,4,3,2,1 dans la première course du week-end
- Des points sont également attribués à l'issue de la séance de qualification au cours de laquelle les pilotes sont répartis en deux groupes. Les trois pilotes les plus rapides de chaque groupe inscrivent respectivement 4, 2 et 1 points.
- L'auteur du meilleur tour en course inscrit 2 points.

## Courses de la saison 2009
| Date         | Lieu              | Vainqueur            | Nationalité | Équipe            |
| 18 avril     | Barcelone         | Marcos Martinez      | Espagne     | Pons Racing       |
| 19 avril     | Barcelone         | Marcos Martinez      | Espagne     | Pons Racing       |
| 2 mai        | Spa-Francorchamps | Marcos Martinez      | Espagne     | Pons Racing       |
| 3 mai        | Spa-Francorchamps | James Walker         | Royaume-Uni | P1 Motorsport     |
| 24 mai       | Monaco            | Oliver Turvey        | Royaume-Uni | Carlin Motorsport |
| 13 juin      | Hungaroring       | Fairuz Fauzy         | Malaisie    | Fortec Motorsport |
| 14 juin      | Hungaroring       | Pasquale di Sabatino | Italie      | RC Motorsport     |
| 4 juillet    | Silverstone       | Marcos Martinez      | Espagne     | Pons Racing       |
| 5 juillet    | Silverstone       | Charles Pic          | France      | Tech 1 Racing     |
| 18 juillet   | Le Mans           | Bertrand Baguette    | Belgique    | Draco Racing      |
| 19 juillet   | Le Mans           | Bertrand Baguette    | Belgique    | Draco Racing      |
| 1er août     | Portimão          | Jon Lancaster        | Royaume-Uni | Comtec Racing     |
| 1er août     | Portimão          | Jaime Alguersuari    | Espagne     | Carlin Motorsport |
| 19 septembre | Nürburgring       | Bertrand Baguette    | Belgique    | Draco Racing      |
| 20 septembre | Nürburgring       | Charles Pic          | France      | Tech 1 Racing     |
| 24 octobre   | Alcañiz           | Bertrand Baguette    | Belgique    | Draco Racing      |
| 25 octobre   | Alcañiz           | Bertrand Baguette    | Belgique    | Draco Racing      |

## Classement des pilotes
| Classement | Pilote               | Pays               | Équipe                             | Nombre de points |
| ---------- | -------------------- | ------------------ | ---------------------------------- | ---------------- |
| 1er        | Bertrand Baguette    | Belgique           | International DracoRacing          | 155              |
| 2e         | Fairuz Fauzy         | Malaisie           | Mofaz Fortec Motorsport            | 98               |
| 3e         | Charles Pic          | France             | Tech 1 Racing                      | 94               |
| 4e         | Oliver Turvey        | Royaume-Uni        | Carlin Motorsport                  | 93               |
| 5e         | James Walker         | Royaume-Uni        | P1 Motorsport                      | 89               |
| 6e         | Jaime Alguersuari    | Espagne            | Carlin Motorsport                  | 88               |
| 7e         | Marcos Martínez      | Espagne            | Pons Racing                        | 73               |
| 8e         | Miguel Molina        | Espagne            | Ultimate Motorsport                | 64               |
| 9e         | Marco Barba          | Espagne            | International DracoRacing          | 50               |
| 10e        | Daniil Move          | Russie             | P1 Motorsport                      | 49               |
| 11e        | Chris Van der Drift  | Nouvelle-Zélande   | Epsilon Euskadi                    | 41               |
| 12e        | Pasquale di Sabatino | Italie             | RC Motorsport                      | 39               |
| 13e        | Jon Lancaster        | Royaume-Uni        | Comtec Racing                      | 39               |
| 14e        | Adrian Zaugg         | Afrique du Sud     | Interwetten.com Racing             | 27               |
| 15e        | Brendon Hartley      | Nouvelle-Zélande   | Tech 1 Racing                      | 26               |
| 16e        | Sten Pentus          | Estonie            | Mofaz Fortec Motorsport            | 23               |
| 17e        | Adrián Vallés        | Espagne            | Epsilon Euskadi                    | 19               |
| 18e        | Guillaume Moreau     | France             | KMP Group/SG Formula               | 18               |
| 19e        | Esteban Guerrieri    | Argentine          | RC Motorsport                      | 15               |
| 20e        | Julián Leal          | Colombie           | Prema Powerteam                    | 11               |
| 21e        | Federico Leo         | Italie             | Pons Racing                        | 8                |
| 22e        | John Martin          | Australie          | Comtec Racing                      | 8                |
| 23e        | Michael Herck        | Roumanie           | Interwetten.com Racing             | 7                |
| 24e        | Edoardo Mortara      | Italie             | KMP Group/SG Formula Tech 1 Racing | 6                |
| 25e        | Dani Clos            | Espagne            | Epsilon Euskadi                    | 5                |
| 26e        | Greg Mansell         | Royaume-Uni        | Ultimate Motorsport Comtec Racing  | 4                |
| 27e        | Filip Salaquarda     | République tchèque | RC Motorsport Prema Powerteam      | 1                |
| 28e        | Stefano Coletti      | Monaco             | Prema Powerteam                    | 1                |
| 29e        | Anton Nebylitskiy    | Russie             | Comtec Racing KMP Group/SG Formula | 1                |